# Thân Văn Nhiếp
Thân Văn Nhiếp (申文㦪, 1804 - 1872), tự Ngưng Chi (凝芝), hiệu Lỗ Đình (魯亭), là một quan đại thần triều Nguyễn.

## Lịch sử
Thân Văn Nhiếp sinh ngày 28 tháng 9 năm Giáp Tí (1804) tại kinh đô Huế. Cụ thân sinh ra ông là Thân Văn Quyền được tiếng là học giỏi, nhưng vì thế cuộc tao loạn hồi Tây Sơn nên không theo nghiệp lều chõng mà chỉ ở nhà hành nghề gõ đầu trẻ. Mãi đến năm 53 tuổi, tức niên hiệu Minh Mệnh thứ 4, cụ mới được người quen tiến cử ra làm quan, nhưng hoạn lộ cũng thăng giáng bao phen vì bản tính thật thà cương trực, bênh lẽ phải đến nơi đến chốn. Niên hiệu Minh Mệnh thứ 15, cụ đứng ra can vua hãy giảm tội cho tiến sĩ Nguyễn Trữ bấy giờ làm quan Án sát Hưng Yên, viện lẽ chiếu cố kẻ hiền tài, vua cả giận sai truyền đưa cụ đi xử trảm ngang lưng. Thời may vua kịp trấn tĩnh lại, mới cho thị vệ đem Hỏa bài rượt ngựa theo đến An Hòa môn đòi hoãn lệnh thi hành án.
Đến Thân Văn Nhiếp được cha rèn cặp nghiêm khắc từ nhỏ, 4 lần thi thì đậu tú tài cả 4 nhưng mãi đến khoa Tân Sửu (1841) mới trúng hương tiến. Vì thế, phải chờ đến khi 40 tuổi ông mới được bổ dụng làm quan. Thân Văn Nhiếp lần lượt được bổ nhiệm tại các tỉnh Khánh Hòa, Gia Định, Vĩnh Long, Bình Thuận, Bình Định... hiếm khi lắm ông mới được triệu về kinh, từ Hành tẩu Bí thư sở, cho đến Tham biện Lễ bộ, Lại bộ, Binh bộ...
Từ những năm Tự Đức trở đi, thế cuộc ngày càng nhiễu nhương.
Tháng 11 năm 1856, từ chức vụ Biện lý Binh bộ, triều đình cử Thân Văn Nhiếp làm Bố chánh Quảng Nam. Nhiệm vụ cấp bách trước mắt là phải giải quyết nạn đói, phủ dụ dân chúng để kịp đối phó các cuộc gây hấn của người Pháp. Sau gần 2 năm khó nhọc, cuộc sống ở Quảng Nam dần yên ổn.
Năm 1858, khi làm Tổng đốc Bình Phú, ông dâng sớ xin vua cấm nha phiến, không nên cho buôn bán mà đánh thuế, ông đã tâu đi tâu lại hai ba lần nhưng vua không nghe.
Tháng 10 năm 1858, triều đình cử Nguyễn Tri Phương vào làm Tổng thống quân vụ. Ông Thân Văn Nhiếp, trong thời kỳ làm Đốc học Gia Định, đã từng quen biết và được Nguyễn Tri Phương khen là "Kinh sử túc dụng, mô phạm xảo đoan" (tức là biết đủ kinh sử, đúng mực làm thầy) nên dưới quyền Nguyễn Tri Phương, ông đã hết sức chỉ đạo mọi việc trong tỉnh phục vụ cuộc chiến đấu.
Gia phổ họ Thân chép tóm tắt việc chỉ đạo tác chiến của ông lúc bấy giờ, trong đoạn văn ngắn sau:
"Liền lúc đó đòi binh Hạ Ban, thúc dân Xã Đoàn, đốn cây gỗ và nhận chìm ghe thuyền để ngăn đường sông, vừa quân ở Huế ghé tới phòng tiện, ông phần lo cấp quân nhu cho thỏa đáng, phần lo phòng chế tả đạo kẻo quan thông, phần lo lấp sông Vĩnh Điện, phần lo triệt cửa Đại Chiêm. Suốt ngày cho chí tối, công việc dồn dập thật vất vả".
Tháng 4 năm 1861, triều đình lại cử Thân Văn Nhiếp làm Hiệp tán Quân thứ ở Biên Hòa. Ông rắp tâm thực hiện ý đồ chủ động cản bước tiến của quân Pháp. Thân Văn Nhiếp đem quân sĩ giấu mình trong núi Long Ân để chặn đường bộ nhằm không cho người Pháp đến được chân thành Biên Hòa. Ông lựa thế đánh gấp để thu hồi các vùng Bình An, Thủ Dầu Một, việc này càng khiến đối phương khó băng qua đất Đồng Bản để tiến về Biên Hòa. Phải đến ngày 17 tháng 11 cùng năm, quân Pháp dùng các loại chiến đĩnh để vượt khúc sông Phúc Giang thì thành Biên Hòa mới thất thủ. Bấy giờ Thân Văn Nhiếp bèn giao lại binh quyền cho Phó đề đốc Lê Quang Tiếng rồi cải trang vượt rừng ngót ba ngày để tới núi Nữ Tang. Ông cùng mấy người hào nghĩa xuống thuyền qua cửa Cần Giờ đến huyện Phúc Lộc (Gia Định), tại đây ông cùng quan Tuần vũ Đỗ Quang trù nghị, mộ nghĩa binh hơn 100 người, binh cơ được 3 vạn, khuyến quyên hơn 30 vạn quan, ngũ sự bằng đồng hơn 100 bộ. Nghĩa quân lấy cột nhà đốt than mà đúc thêm súng, lại đốc thúc thổ hào Bùi Quang Diệu, tùy thế phòng tiện để chờ viện binh.
Ngày 5 tháng 6 năm 1862, triều đình Huế bất đắc dĩ phải cắt nhượng hẳn 3 tỉnh miền Đông cho phía Pháp. Lúc này, Thân Văn Nhiếp tự thấy tình thế vô phương nên từ bỏ ý định kháng cự quân Pháp bằng võ lực, ông đành trở về đất Vĩnh Long để đợi mệnh triều đình. Ông sống bình lặng trong những năm còn lại.
Năm 1866, ông dâng sớ xin nhà vua thân hành đi tế Nam giao, không nên cử khâm mạng đi thay: "Vua mà tế trời như con tế cha mẹ. Nếu tế cha mẹ mà con không đứng lễ, biểu người đầy tớ làm thay thì linh hồn cha mẹ chắc không bằng lòng rồi sự cúng tế hóa ra vô ích". Vua Tự Đức phải có lời thanh minh vì lý do sức khỏe của mình.
Năm 1868, Thân Văn Nhiếp dâng sớ về việc tiêu dùng xa xỉ và làm Khiêm Lăng:
"Nhà thủy tạ hứng mát, tạm thời tiêu khiển mà kéo dài tới hàng tuần, vườn sau đua ngựa, dầu rằng tập khó nhọc, học nghề võ mà thực thì rong ruổi làm vui...
Gỗ cây hết, đặt giá mua của dân thì giá hạ, dân càng tỏ ra quẫn bách, sức binh mỏi thì không thể không trốn tránh... Lại gần đây mua hàng hóa của nước Thanh (Trung Quốc), hàng năm kể đến bạc vạn, hỏi han đồ châu báu khắp các tỉnh.
Nay xin triệt nhà thủy tạ, hủy vườn hậu phố, mà chẳng cần ngựa hay, bỏ việc đặt giá mua để thư sự đau khổ cho dân, xua con hát để tăng nghe được đoan chính. Thần cúi thấy thế sự ngày nay là thế nào? Bờ cõi cũ chìm mất, giặc Bắc tràn lan, nắng lụt gió bão, chỗ nào cũng có tai biến, sức kiệt của hết, dân không lấy gì mà sống được. Lòng người ở nơi gần kinh kỳ náo động, loạn lạc nổi lên, cái thế an nguy thật không chỉ trăm mối lo mà thôi.
Thế mà công việc hậu sự tha hồ xa xỉ, làm ngôi Vạn Niên Cơ so với lăng Thiên Thụ không những tốn gấp 10 lần, mà như ngói đen mua ở Hạ Châu, giày trò chơi ma ở nước Thanh, đàn Tây dương, vải Tây dương. Lại khi tuần hành, cung mã chèo thuyền, đó là điều từ trước tới giờ chưa từng có...
Hoàng thượng, ngày thường vẫn mong bắt chước như Văn đế, thế mà hiện nay hành động lại trái ngược quá. Cho dân lao khổ để làm vui, vung tiền của để làm thích... Bệ hạ có nước mà không biết thương, thì tiểu nhân, nếu vì can ngăn mà chết thì cũng không dám tiếc".

## Gia thế
Cứ theo Đại Nam thực lục quyển IV và thế phổ họ Thân, ông Thân Văn Nhiếp có ít nhất 3 người con trai, lần lượt là Trọng Trữ, Trọng Huề, Trọng Thuận đều được triều đình ưu ái cho làm quan. Các hậu duệ của họ dần tạo nên một vọng tộc ở đất thần kinh, hầu hết nhờ truyền thống siêng học.